# Bataille de Fredericksburg
Pour les articles homonymes, voir Fredericksburg, Fredericks (homonymie) et Burg.
Guerre de Sécession
Batailles
Campagne de Fredericksburg
- Fredericksburg
- Mud March

La bataille de Fredericksburg est une bataille de la guerre de Sécession qui se déroule en Virginie le 13 décembre 1862 entre l'armée du Potomac dirigée par le général nordiste Ambrose Burnside et l'armée sudiste dirigée par Lee, qui lui inflige une défaite écrasante.

## Forces en présence
Forces de l'Union
- Armée du Potomac commandée par le major général Ambrose Everett Burnside, secondé par le brigadier général Marsena Rudolph Patrick, composée de 55 brigades.

 Forces de la Confédération
- Armée de Virginie du Nord commandée par le Général Robert Edward Lee composée de 43 brigades.

## Introduction
Au mois d'octobre 1862, McClellan fut relevé de son commandement de général de l'armée du Potomac à cause de sa trop grande prudence, qui ne lui avait pas permis de prendre Richmond. Il n'avait fait que reculer durant l'année 1862, et cela finit par exaspérer Lincoln qui le remplaça par le général Burnside. Ce dernier était plutôt attristé du départ de l'ancien général et ne se sentait pas prêt à diriger une armée de cette importance. 
Burnside commença par faire avancer ses 110 000 hommes en direction de Falmouth, en face de Fredericksburg. Il était séparé de cette ville par la rivière Rappahannock. Pour Ambrose Burnside, son armée devait pouvoir franchir la rivière et s'avancer vers Richmond avec l'aide de la marine nordiste, plus puissante que celle des sudistes et qui protègerait l'axe de ravitaillement de l'armée du Potomac. Le 17 novembre, malgré un grand nombre d'obstacles, deux corps nordistes parvinrent à Falmouth. Lee, pris de vitesse, ne put bloquer l'avance nordiste. Mais le ponton qui devait être mis en place pour traverser la Rappahannock arriva une semaine trop tard et Stonewall Jackson eut le temps d'arriver pour soutenir Longstreet. Les 75 000 sudistes s'étaient ainsi établis sur les hauteurs sud dominant la Rappahannock.
Ainsi Lee pouvait-il se permettre d'hiverner sur ses nouvelles positions, mais cela ne convenait pas à Burnside qui avait été nommé par Lincoln pour obtenir des victoires et pour remonter le moral de la population nordiste. Il décida de surprendre Lee en traversant la rivière juste en face de ses positions, au lieu de la traverser sur leurs flancs. Le général sudiste ne comprit d'ailleurs pas toute la subtilité de cette manœuvre plutôt sotte. Le corps de Longstreet, établi sur une longueur de 6 kilomètres, pouvait tirer avec une grande facilité sur les nordistes qui franchiraient la rivière et auraient 800 mètres à parcourir avant d'atteindre ses positions. Un officier dit : « Un poulet ne sortirait pas vivant de ce champ, quand nous ouvrirons le feu ».
Dès le début de l'engagement, les hommes de Stonewall Jackson devaient faire leur jonction avec le corps de Longstreet et prolonger le front sudiste de 5 kilomètres vers le Sud Est.

## Prélude de la bataille

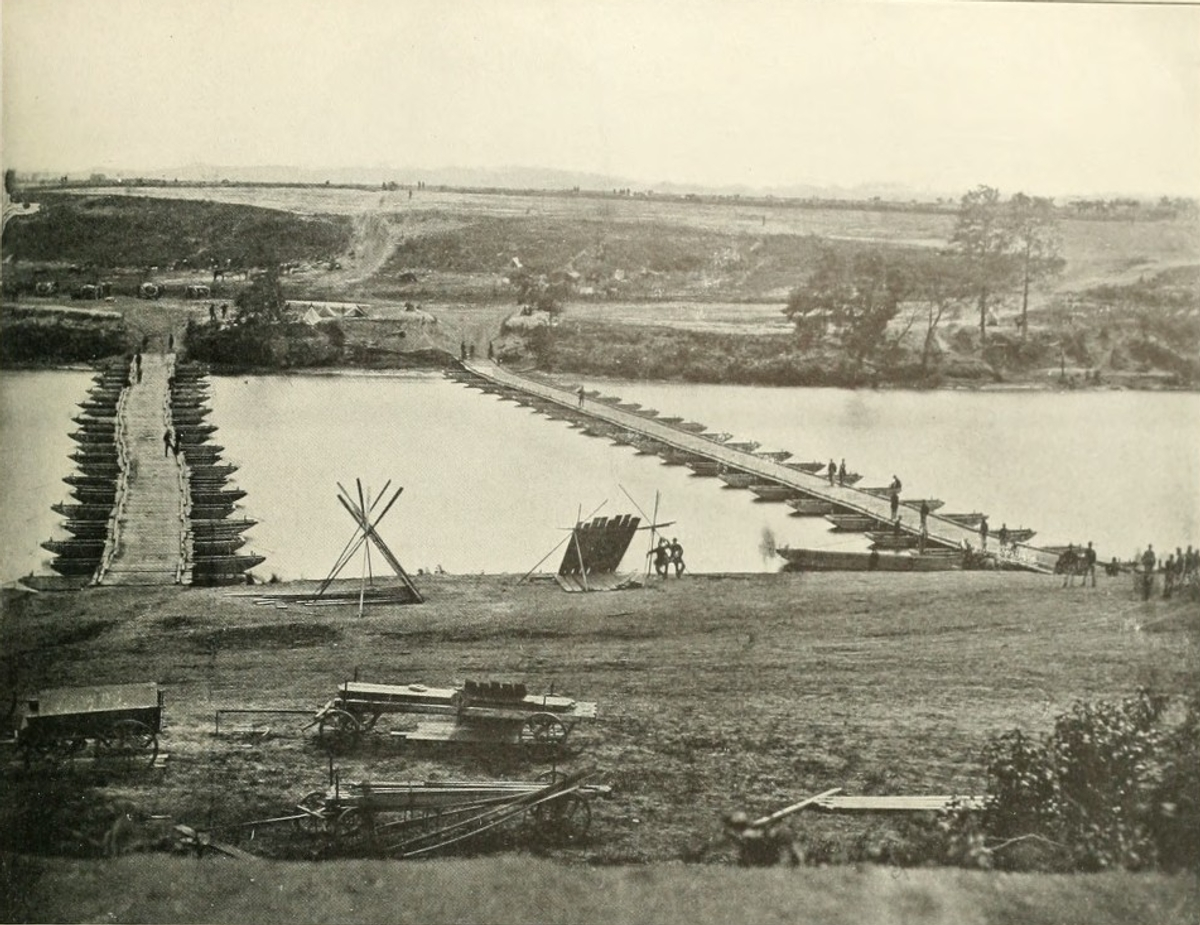
Deux des trois ponts flottants ayant permis la traversée des troupes de Franklin.

Le 11 décembre, le génie nordiste installa trois ponts flottants juste en face de Fredericksburg et trois autres à trois kilomètres en aval. Sur cette position, les hommes du génie ne subirent aucune attaque, contrairement à ceux qui installaient les pontons à Fredericksburg, qui furent attaqués par une brigade du Mississippi positionnée dans des tranchées, qui se mit à tirer dès que l'aube fit son apparition. Malgré la réaction des batteries nordistes, les tirailleurs sudistes continuèrent leurs tirs, jusqu'à ce que trois régiments nordistes furent débarqués par bateau à Fredericksburg et les chassent de leurs positions, avant de piller la ville désertée par ses habitants.
Burnside avait prévu que l'aile gauche de l'Union dirigée par le général William B. Franklin devait attaquer l'aile droite des sudistes dirigée par Jackson. De son côté l'aile droite de l'Union devait simplement tâter la défense sudiste qui était positionnée sur la côte de Marye's Heights. Néanmoins, en cas de réussite de l'assaut de Franklin sur l'aile gauche, l'aile droite nordiste devait lancer une véritable attaque sur les sudistes. Ce plan basique avait bien peu de chance de réussir face à un général de la trempe de Lee. Franklin reçut de plus les ordres de manière décousue et ne put attaquer efficacement les sudistes avec ses 50 000 hommes.

## Déroulement de la bataille

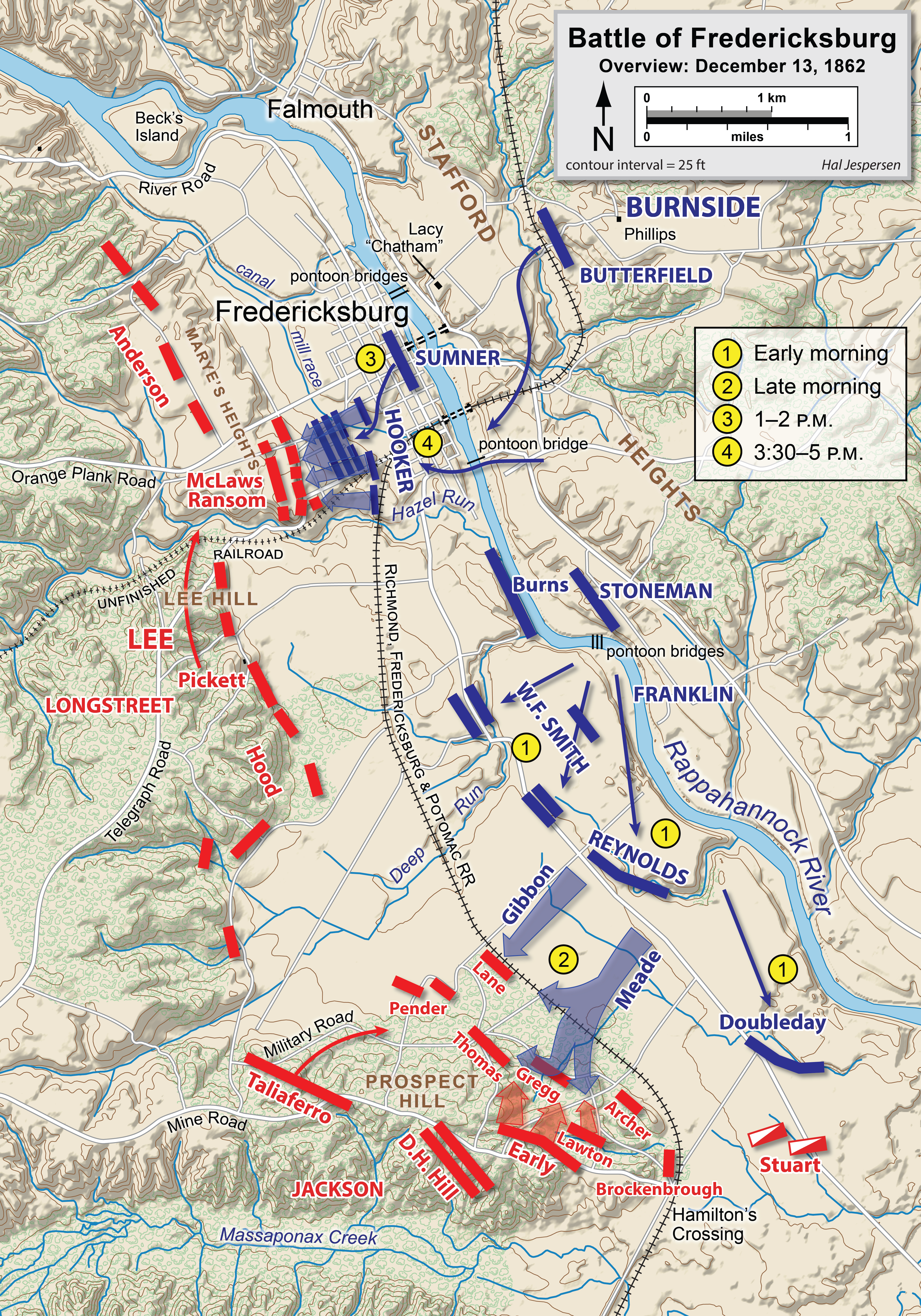
Carte de la bataille de Fredericksburg.

Le lendemain, les nordistes s'avancèrent en direction de la colline de Prospect Hill où s'étaient établis les sudistes. L'assaut commença par l'attaque de la division venant de Pennsylvanie de George Gordon Meade, appuyé par les divisions de Gibbon et de Doubleday. Le général s'aperçut qu'un ravin boisé formait une brèche dans la ligne de Jackson et en attaquant ce point faible les fédéraux réussirent à forcer la ligne sudiste, mais les divisions de Gibbon et de Meade se trouvèrent séparées. De plus, les nordistes ne purent exploiter cette attaque, Franklin n'envoyant pas de troupes de soutien à Meade. C'est la réserve sudiste, envoyée par Lee, qui repoussa les fédéraux. Il fallut le soutien de l'artillerie pour stopper la contre-offensive sudiste. Malgré les ordres de Burnside, Franklin ne contre-attaqua pas, il n'arrivait de toute façon pas à mettre en ordre de bataille la totalité de ses hommes.

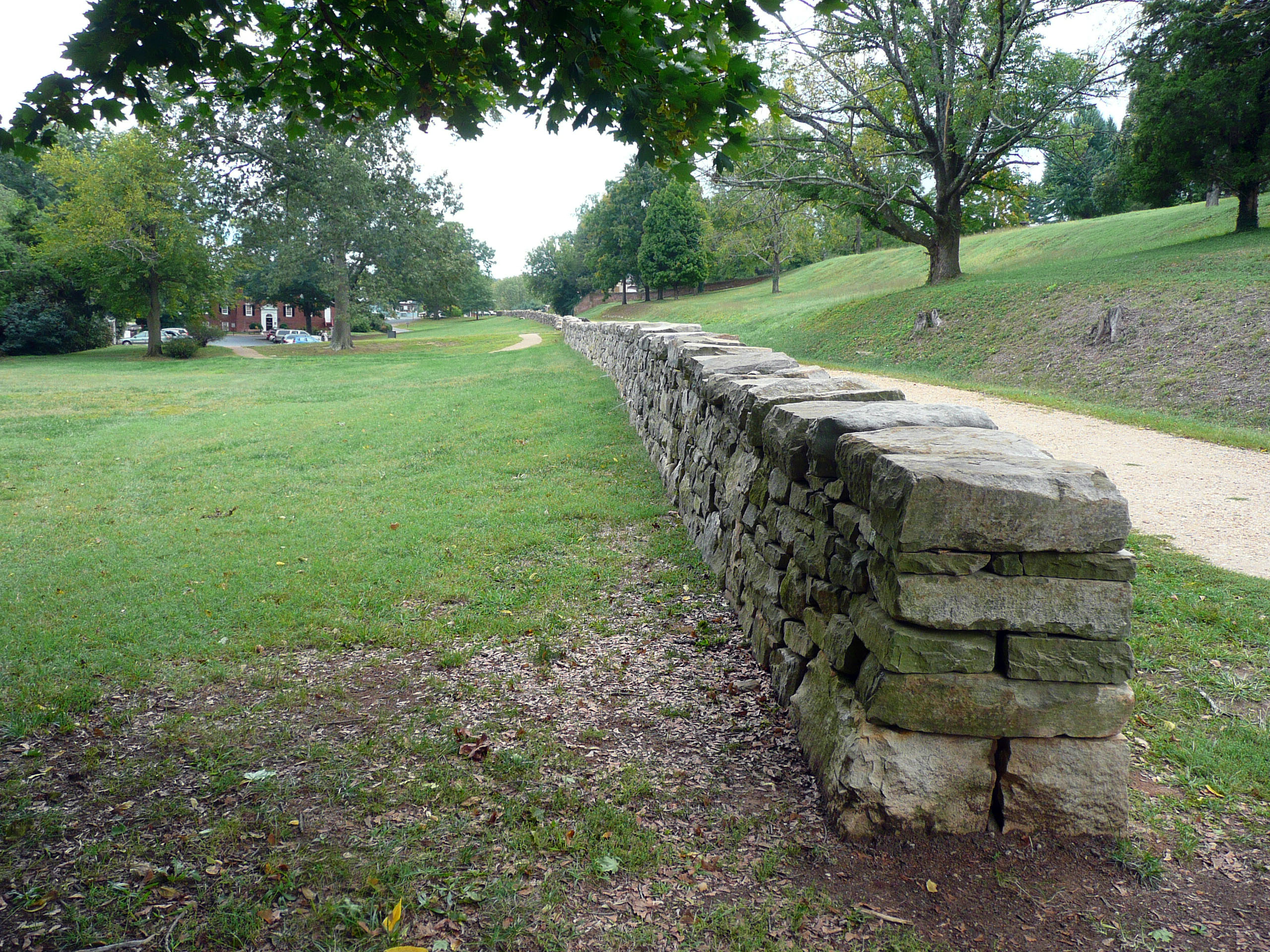
Vue actuelle du mur et du chemin au flanc de Marye's Heights.

De leur côté, les Nordistes qui devaient tâter les défenses sudistes se mirent à les attaquer. Ces assauts étaient plus ou moins désespérés, les fédérés lançant des vagues d'attaques par des détachements de la taille d'une division. Ainsi de durs combats se déroulèrent du côté du mur de Marye's Heights. Les obstacles étaient nombreux pour les assaillants, un ravin et un petit marécage barraient le passage vers le chemin creux protégé par un mur de pierre de 800 mètres de long derrière lequel les sudistes s'étaient établis. Ainsi les nordistes voyaient leurs assauts bloqués à 50 mètres de leur objectif, et laissaient presque toujours derrière eux une centaine de morts et de blessés. Les sudistes étaient organisés en quatre rangées gardées par des Caroliniens du Nord et des Géorgiens. Ainsi organisés, ils tiraient et rechargeaient pendant que les hommes derrière se mettaient à tirer et ainsi de suite. La concentration des tirs pouvait faire penser à une mitrailleuse. Malgré cela, les nordistes continuèrent désespérément à assaillir leurs positions. Quatorze brigades furent lancées à l'assaut mais les sudistes tinrent bon. Le dernier assaut fédéral se conclut par le massacre de la brigade irlandaise : en 10 minutes, 250 morts jonchaient le sol.

## Conclusion
Alors que la nuit s'apprêtait à tomber, les nordistes venaient de subir une terrible défaite, perdant 13 000 tués et blessés surtout concentrés au niveau du mur de Marye's Heights. Les sudistes eux perdirent moins de 5000 hommes grâce à leur excellente défense. Le 14 décembre Burnside voulut mener le 9e corps d'armée dans un ultime assaut avant de se résigner et de refranchir la Rappahannock. Cette défaite fut une des plus terribles de la guerre et la population du Nord fut frappée par les horreurs de la guerre. Des soldats devant enterrer les morts ont décrit plus tard les horreurs de leur travail. La plupart du temps les cadavres étaient déjà en train de pourrir, certains n'avaient plus de tête, d'autres étaient démembrés. Cette défaite donna un rude coup au moral pour les nordistes, aussi bien pour l'armée que pour les civils. Certains pensaient que le président allait démissionner mais il n'en fut rien, Lincoln resta à son poste.

## Sources
- James McPherson, La guerre de Sécession (1861-1865), éditions Robert Laffont.
- Catton, Bruce, Terrible Swift Sword: The Centennial History of the Civil War, Volume 2, Doubleday, 1963,  (ISBN 0-385-02614-5).
- Eicher, David J., The Longest Night: A Military History of the Civil War, Simon & Schuster, 2001,  (ISBN 0-684-84944-5).
- Esposito, Vincent J., West Point Atlas of American Wars, Frederick A. Praeger, 1959.
- Gallagher, Gary W., Ed., The Fredericksburg Campaign: Decision on the Rappahannock, University of North Carolina Press, 1995,  (ISBN 0-8078-2193-4).
- Goolrick, William K., and the Editors of Time-Life Books, Rebels Resurgent: Fredericksburg to Chancellorsville, Time-Life Books, 1985,  (ISBN 0-8094-4748-7).
- Foote, Shelby, The Civil War, A Narrative: Fredericksburg to Meridian, Random House, 1958,  (ISBN 0-394-49517-9).
- Tucker, Spencer C., "First Battle of Fredericksburg", Encyclopedia of the American Civil War: A Political, Social, and Military History, Heidler, David S., and Heidler, Jeanne T., eds., W. W. Norton & Company, 2000,  (ISBN 0-393-04758-X).